# Villaggio Olimpico di Torino
Il Villaggio Olimpico di Torino fu un complesso di edifici a carattere permanente sorto in un'area di circa 100000 m² nel quartiere Lingotto per ospitare atleti, funzionari tecnici e accompagnatori delle discipline di pattinaggio di velocità su ghiaccio, hockey su ghiaccio, pattinaggio di figura, short track e curling ai XX Giochi olimpici invernali del 2006. Quello di Torino è uno dei tre villaggi olimpici realizzati per quell'edizione dei Giochi, assieme ai complessi di Bardonecchia e di Sestriere. Successivamente ai Giochi, il complesso è stato riutilizzato in vari modi (rivendita di appartamenti a privati, alloggi di edilizia residenziali pubblica, installazione di un ostello della gioventù e di residenze universitarie, sede regionale di enti statali e sede di enti locali) oltre a situazioni di abbandono e degrado, diventando teatro della più grande occupazione abusiva d'Europa da parte di migranti e divenendo per i media locali "la Calais italiana". 

## Descrizione

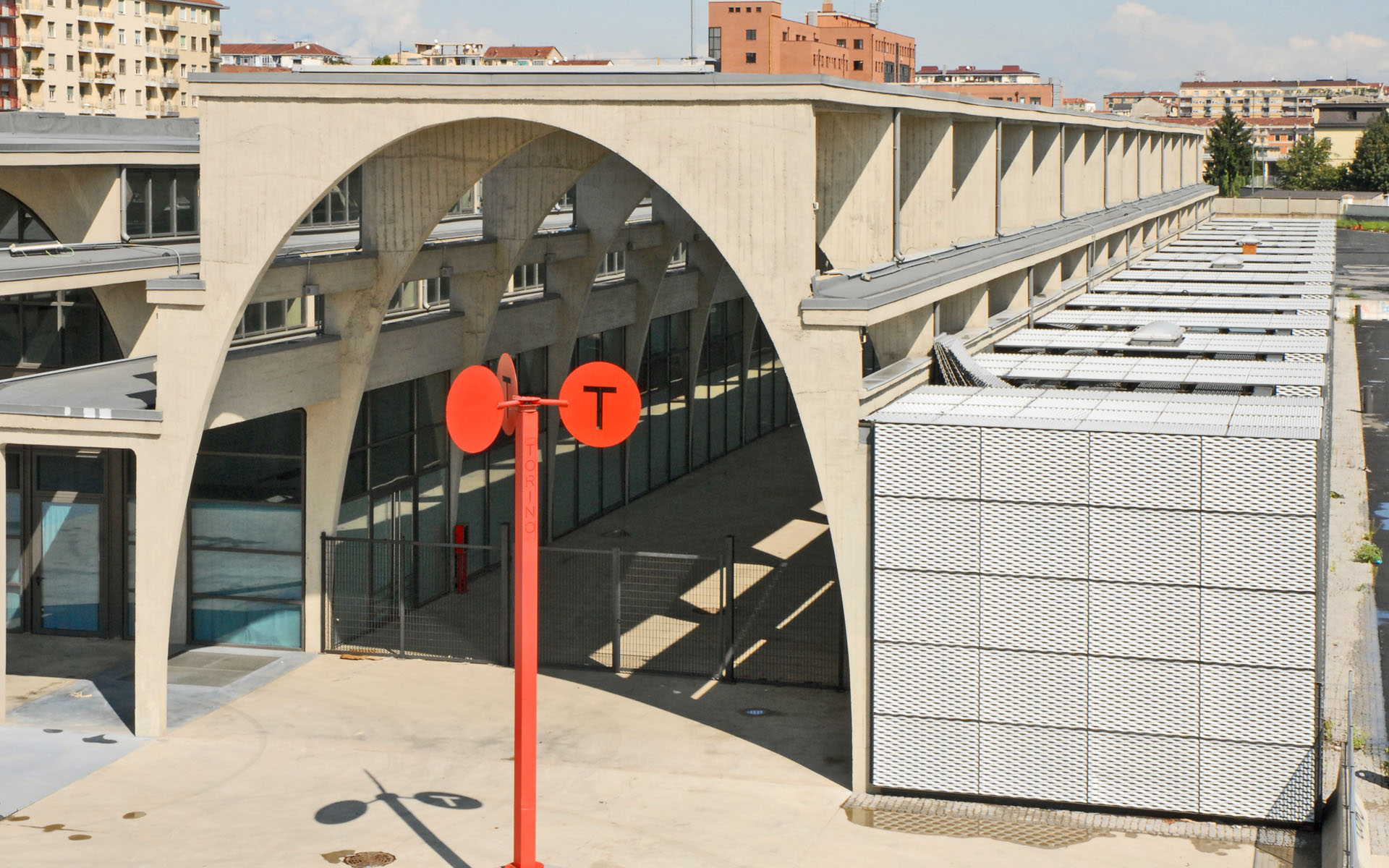
Le arcate del mercato progettate dall'arch. Cuzzi

Il Villaggio Olimpico sorge in via Giordano Bruno, dov'erano in precedenza ospitati i mercati generali. Occupa oltre 90mila metri quadrati: 52mila per residenze, con 750 appartamenti, e 40mila dedicati ai servizi. Un nuovo quartiere destinato a ospitare 2 600 abitanti, collegato con la zona fieristica del Lingotto da una passerella pedonale che scavalca la sede ferroviaria e attraversa l'arco olimpico, diventato il simbolo del grande evento sportivo. La sua costruzione è stata deliberata in Consiglio comunale nel luglio 2001.
Il progetto è stato ideato da un'equipe di architetti internazionali. Il coordinatore, Benedetto Camerana, e Giorgio Rosental si sono avvalsi della consulenza di Albert Constantin (Lione), Otto Steidle, Cristophe Sattler, Heinz Hihner (Monaco di Baviera), Hugh Dutton (Parigi), Roger Diener (Basilea), Adolf Krischanitz (Vienna), Manfred Ortner, Erich Wiesner (Berlino), John Doggart (Londra), oltre agli italiani Pietro Derossi, Roberto Pagani, Emilio Barone, Massimo Rapetti, Carlo Perego e Agostino Ponti.
I fattori principali della struttura sono la rigenerazione dell’area e degli edifici del MOI, un forte progetto paesaggistico, l'uso dell’energia solare, la bassa energia dei materiali, il recupero delle acque e l’esclusione dai nuovi isolati della circolazione dei veicoli. Gli edifici sono equipaggiati di una rete di teleriscaldamento, pannelli solari e serre applicate (corpi aggiuntivi in vetro con la doppia funzione di immagazzinare calore in inverno e aumentare la ventilazione in estate) e attrezzati per il recupero delle acque piovane per l’irrigazione delle aree verdi. Il Villaggio, che ha scelto il colore per esaltare le sue forme, è di disegno ortogonale, costituito da sette palazzine integrate da giardini. Gli elementi del complesso residenziale presentano un’identica impronta rettangolare e si differenziano per le facciate, di differenti colori e progettate dai diversi architetti.
Il progetto ha comportato il rifacimento della struttura storica dei Mercati Generali, realizzata nel 1934 dall'arch. Umberto Cuzzi, e i docks (sempre del 1934) a firma dell'ing. Matté-Trucco. Di quel passato rimane la sezione del Villaggio frontale a piazza Galimberti con la torre dell'acqua posta all'ingresso, nelle sue sobrie linee decò. Il costo dell'intervento, cui hanno partecipato circa mille uomini, organizzati in turni giornalieri di 300 persone per venti mesi, è stato di 140 milioni di euro complessivi (105 dal governo e 35 dal Comune).
L'opera è stata consegnata dall'Agenzia Olimpica alla Città di Torino e al Comitato organizzatore TOROC il 22 dicembre 2005.

## Dopo l’evento olimpico

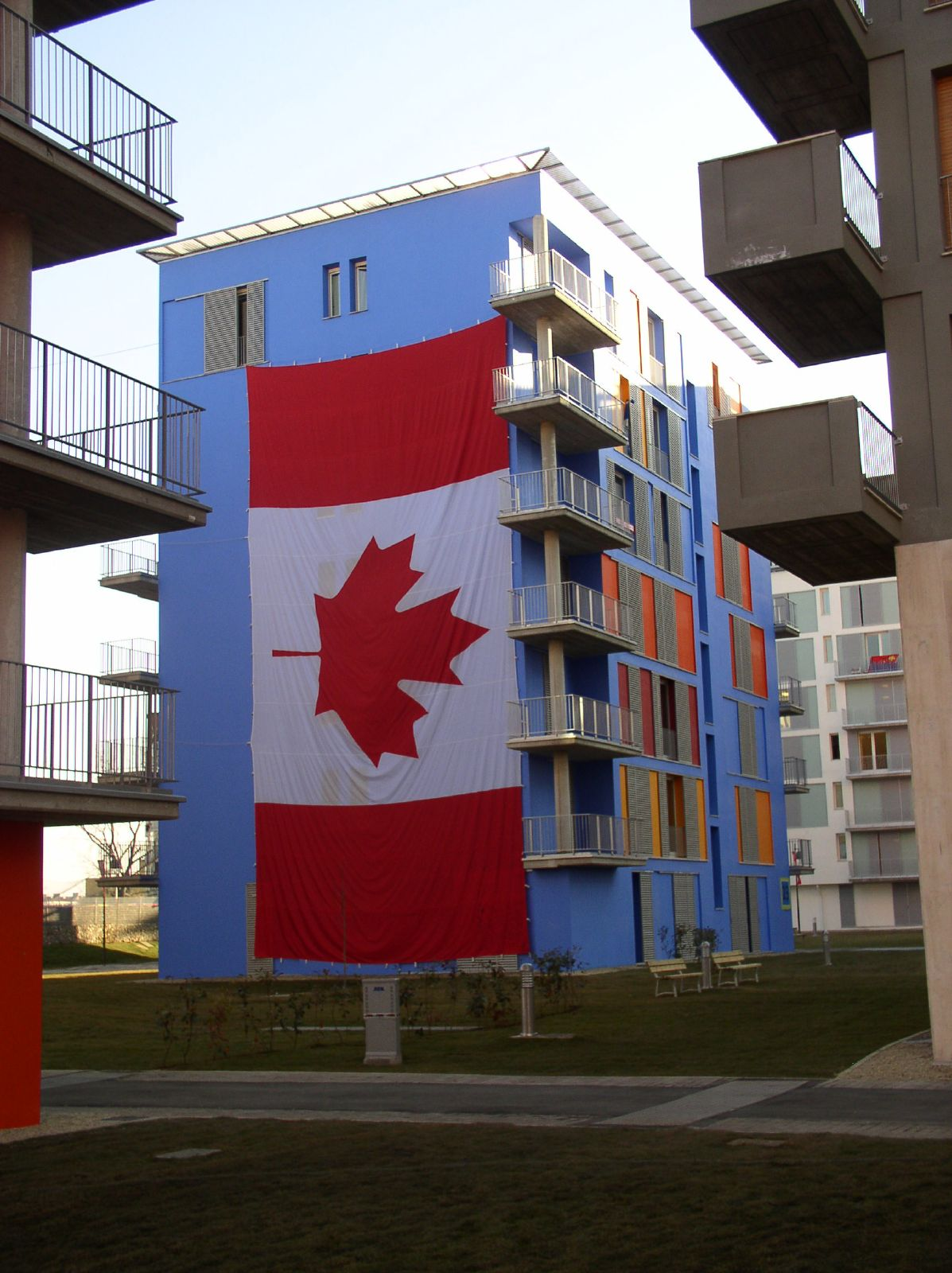
Una delle palazzine durante le Olimpiadi Invernali

Alla chiusura dei giochi, il Comune mette sul mercato immobiliare tra i 200 e i 250 alloggi di uno dei tre lotti del villaggio, con l’obiettivo di incassare 60 milioni di euro e ripianare eventuali deficit del Comitato organizzatore. Poi installa nell'area l'Ostello della Gioventù, l’Arpa Piemonte, la sede della fondazione Torino Parcolimpico e il Coni. Alcune palazzine sono destinate a residenze universitarie. L'amministrazione comunale vende infine il resto del comprensorio al Fondo Città di Torino, gestito da Prelios Sgr e partecipato dallo stesso Comune e dalla Equiter del Gruppo Intesa Sanpaolo.
Nel dicembre 2012 il programma "Emergenza Nord Africa" finanziato dal ministero dell'Interno a partire dal 2011, viene concluso e numerosi centri allestiti per l'accoglienza dei migranti (tra cui due a Torino e uno a Settimo Torinese) vengono chiusi. Il 30 marzo 2013, 150 persone iniziano a occupare due delle tre palazzine rimaste invendute e che risultano da anni inutilizzate. Dopo una settimana sono circa 400, tra profughi e rifugiati.. Esponenti del Centro Sociale torinese Askatasuna, accusati di aver agevolato l'occupazione, vengono in seguito assolti dalla Magistratura.
Con il passare del tempo, le strutture del Villaggio olimpico arrivano ad ospitare circa 1300 migranti provenienti da 28 Paesi africani, divenendo l’occupazione abusiva più ampia d’Europa a cui viene attribuito dai media il soprannome di “Calais italiana”. Al suo interno nasce un comitato di gestione formato da studenti, lavoratori precari e alcuni migranti che svolge un ruolo di supporto alle situazioni più problematiche derivanti dalla occupazione, come ad esempio una scuola di italiano e il disbrigo delle pratiche burocratiche. Viene anche creata una squadra di calcio rappresentativa del complesso, che partecipa ad alcuni tornei cittadini e nel 2015 Medici senza frontiere decide di aprire al suo interno uno sportello di supporto.
Il 27 maggio 2015, nei locali di via Giordano Bruno, tre persone sequestrano e violentano una ragazza poco più che ventenne ed affetta da disabilità. L’anno successivo, con rito abbreviato, il processo per la violenza sessuale si chiude con la condanna di un somalo, un ghanese ed un nigeriano: due dei tre imputati sono condannati a 8 anni e 4 mesi, 8 anni invece al terzo. Viene concessa anche una provvisionale di 120.000 euro alla famiglia della ragazza, che non verrà incassata visto lo stato di totale insolvenza dei responsabili.
Le istituzioni si rendono conto della pericolosità della situazione e pianificano alcuni sgomberi parziali con il supporto della Caritas e della Compagnia di San Paolo che assicurano risorse e strutture per integrare gli occupanti nel tessuto sociale cittadino. Il 20 novembre 2017 viene effettuato un primo tentativo di sgombero da parte delle forze dell’ordine, ma gli occupanti prendono ben presto di nuovo possesso dei fabbricati.
Sempre a fine 2017, emerge che l’impresa torinese Rosso Costruzioni, titolare dell’appalto per la costruzione del Villaggio, aveva affidato la realizzazione di parte delle opere a ditte (Ediltas e Italia Costruzioni) riconducibili a Ilario d’Agostino, ribattezzato in tribunale “il signore del calcestruzzo” e ritenuto legato, insieme al nipote Francesco Cardillo, alla cosca di narcotrafficanti Spagnolo di Ciminà. Condannato in primo grado nel 2013 a 8 anni e 6 mesi nel processo nato dall’operazione Pioneer, D’Agostino, originario di Placanica (RC), i giudici gli sequestrano 10 milioni di euro in beni con una misura di prevenzione che resiste fino alla Cassazione.
Il 17 dicembre 2018 viene effettuato un secondo sgombero di 60 persone che occupavano le cantine dell’Ex Moi..
Il 18 gennaio 2019 un migrante nigeriano di 33 anni, Abiodun Yomi Andrew, è ucciso nei locali dell'ex Moi. Gli inquirenti sospettano sia stato vittima della mafia nigeriana Eiye, interessata ad impossessarsi degli appartamenti con ampio terrazzo situati agli ultimi piani delle palazzine. Per l’omicidio, la cui dinamica non è stata ricostruita, viene condannato un nigeriano a 16 anni di reclusione.
Il 30 luglio 2019 viene effettuato dalle forze dell’ordine lo sgombero definitivo di due palazzine (arancione e grigia) e occupate dagli ultimi 350 migranti. In sei anni, il progetto guidato dalla Compagnia di San Paolo ha permesso l’accompagnamento di 860 persone in percorsi di progressiva autonomia, con inserimenti lavorativi e residenziali.
Nel luglio 2020 il Fondo Città di Torino perfeziona la vendita delle sette palazzine al Fondo Abitare Sostenibile Piemonte (Fasp), gestito da InvestiRE SGR e sostenuto dal FIA (Gruppo Cassa Depositi e Prestiti), dalla Fondazione Compagnia di San Paolo, dalla Fondazione CRT e da altre fondazioni di origine bancaria piemontesi. Il quartiere dell'ex Villaggio Olimpico, completamente ristrutturato, diventerà un complesso di residenze sociali, con oltre 400 posti letto dedicati alla residenzialità temporanea a tariffe convenzionate. A regime, sarà gestito da Camplus, primo provider italiano di co-living e di housing per studenti universitari.